# Nikolaus Glockendon

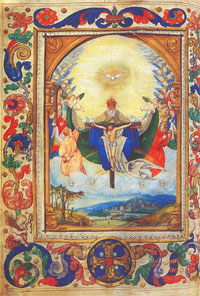
Gnadenstuhl über Landschaft schwebend, aus Missale festivum, 1533. Aschaffenburg, Stiftsmuseum

Nikolaus Glockendon (* um 1490/95; † 1533/34) war Buchmaler in
Nürnberg.

## Leben
Nikolaus Glockendon, der Sohn des ebenfalls als Illuminator tätigen Georg Glockendon († 1514), schuf seine Hauptwerke in den Jahren von 1522 bis 1532.  Aus seiner früheren Schaffenszeit ist ein illustriertes Gebetbuch (10 × 7 cm) bekannt; das Buch weist 17 ganzseitige Miniaturen und zahlreiche Zierleisten mit Drolerien auf, die keinen inhaltlichen Bezug zum Text oder Hauptbild haben, ikonographisch sind die Miniaturen Albrecht Dürer und dessen Umkreis verpflichtet.
Für den Mainzer Erzbischof Kardinal Albrecht von Brandenburg schuf er mehrere kostbare Bücher. Zu seinen bedeutendsten zählt ein Fest-Missale aus dem Jahre 1533. Das von Hand geschriebene und kostbar ausgemalte Buchkunstwerk aus dem Mittelalter gehört zum Stiftsschatz von St. Peter und Alexander (Aschaffenburg) und ist im Stiftsmuseum der Stadt Aschaffenburg ausgestellt.
Ein von ihm gefertigtes Gebetbuch für Albrecht von Brandenburg befindet sich heute in der Biblioteca Estense in Modena.
Glockendon ist 1533/34 verstorben. Seine Witwe heiratete laut den Büchern der Pfarrei St. Lorenz Nürnberg im Jahr 1537 den ebenfalls verwitweten Medailleur und Bildhauer Joachim Deschler.

## Werke
- Gebetbuch (Nürnberg, Germanisches Nationalmuseum, Hs. 198448), wohl um 1519/20
- Missale Hallense (Mainz, Teile davon im Landesmuseum Mainz, Inv. Nr. GS 1919/75), 1524 fertiggestellt
- Festmissale Kardinal Albrechts von Brandenburg im Stiftsmuseum der Stadt Aschaffenburg 1533

## Ausstellungen
- 2003 Nürnberg, Germanisches Nationalmuseum: Im Blickpunkt Juni 2003